# Castelfranco Veneto
Castelfranco Veneto är en ort och kommun i provinsen Treviso i regionen Veneto i Italien. Kommunen hade 33 507 invånare (2018).